# Валпурга Йохана фон Вид
Валпурга Йохана фон Вид-Рункел (на немски: Walpurga Johanna von Wied-Runkel; * ок. 1505; † 3 октомври 1578) e графиня на Вид-Рункел и чрез женитба графиня на Графство Щолберг, Диц, Рошфор и Вертхайм (1528 –1574), и от 1535 г. на Епенщайн-Кьонигщайн.
Тя е третата дъщеря на граф Йохан III фон Вид (ок. 1485 – 1533) и съпругата му графиня Елизабет фон Насау-Диленбург (1488 – 1559), дъщеря на граф Йохан V фон Насау-Диленбург († 1516) и Елизабет фон Хесен-Марбург († 1523). Сестра е на Фридрих IV фон Вид, архиепископ и курфюрст на Кьолн (1562 – 1567).

## Фамилия
Валпурга Йохана се омъжва на 22 януари 1528 г. за граф Лудвиг цу Щолберг (* 12 януари 1505 в Щолберг; † 1 септември 1574 във Вертхайм). Те имат децата:
- Катарина († 1598), омъжена I. за граф Михаел фон Вертхайм († 1556) и II. за граф Филип фон Еберщайн († 1589)
- дъщеря (1543)
- Елизабет († 1612), омъжена I. за граф Дитрих VI фон Мандершайд-Керпен (1538 – 1593) и II. за граф Вилхелм фон Крихинген (1573 – 1610)
- Бото, възпитаван в баварския херцогски двор, умира преди баща си
- Анна (1548 – 1599), омъжена 1566 г. за граф Лудвиг III фон Льовенщайн (1530 – 1611)